# Kiesgroup
Kiesgroup ist eine deutsche Pop-Band aus Düsseldorf, die 1999 gegründet wurde.

## Geschichte
Kiesgroup wurde 1999 von den ehemaligen Mitgliedern der Popband Tainted Children, Andreas van der Wingen und Maximilian Stamm, gegründet. Kiesgroup machten sich im Underground der Stadt Düsseldorf schnell einen Namen, wodurch das Wuppertaler Musiklabel Paul! auf die Gruppe aufmerksam wurde und 2003 das Debüt-Album Dativ Boys veröffentlichte. Das Album bewegt sich musikalisch zwischen Punk und Chanson, die Texte sind mehrsprachig gehalten (Polnisch, Französisch, Deutsch und Englisch). Verstärkt durch Musiker der Popband Perlon konzentrierten sich Kiesgroup auf Liveauftritte, u. a. beim Open Source Festival. 2005 erhielten sie den Kulturförderpreis der Landeshauptstadt Düsseldorf für Musik. Das zweite Album, Gladbach oder Hastings, erschien 2006 auf dem Düsseldorfer Label Lolila mit überwiegend deutschen Texten. Gastsänger im Lied Die Strokes ist Peter Hein. Der Musiker Stefan Jürke wurde 2007 zum festen Bandmitglied, unter dessen Einfluss Kiesgroup zunehmend elektronische Elemente in die Arrangements aufnimmt, wie sie das 2007 erschienene dritte Album Das Leben Als Umweg Zwischen Nichts Und Nichts kennzeichnen.
2012 erschien beim Label Tumbleweed Records das vierte Album Shantychrist. Es enthält das Kriminalhörspiel Sommerzeit und zeigt die Hinwendung des Sängers Andreas van der Wingen zum Theater. In den Spielzeiten 2012/2013 ist er Ensemblemitglied der Konzertinstallation Sender Freies Düsseldorf am Schauspielhaus Düsseldorf sowie des „Theatralen Bürger-Konzerts“ Alle im Wunderland am Theater Oberhausen, beide unter der Regie von Schorsch Kamerun. 
Des Weiteren ist er in unregelmäßigen Abständen Mitglied des Analogtheater Köln. Dort sang er unter Daniel Schüßler in dessen Stück „Der Perfekte Mensch///Woyzeck“ nach Georg Büchner 2007 die Kiesgroup-Songs „Ab in die Ewigkeit“ und das „Schlaflied“. 2013 spielte er, ebenfalls unter der Regie Schüßlers, in dem Analog-Projekt „Being Philotas - Wofür es sich zu sterben lohnt (UA) - Eine Sehnsuchtsparty für Heimatlose“ nach G. E. Lessing mit.
Seit Oktober 2016 moderiert Andreas van der Wingen seine eigene Sendung „Erdenrund“ monatlich auf dem Internetradiosender ByteFM.
Im Oktober 2021 verstarb Gründungsmitglied und Produzent Maximilian Stamm nach langer, schwerer Krankheit.

## Diskografie

### Studioalben
- 2003: Dativ Boys (Paul!/Indigo)
- 2006: Gladbach oder Hastings (lolila/Broken Silence)
- 2007: Das Leben als Umweg zwischen Nichts und Nichts (lolila/Babsies Diktatur/Broken Silence)
- 2012: Shantychrist (Tumbleweed Records/Broken Silence)
- 2016: Eulen und Meerkatzen (Fidel Bastro/Broken Silence)

### Singles und EPs
- 2004: Und überhaupt (5 Track EP/Paul!)
- 2006: Komm nach Haus (7", lolila/Broken Silence)
- 2013: Der Plastikmann (Split-7" mit Sport, Alan Metzger, Potato Fritz/Fidel Bastro)
- 2016: Wenn du leise schreist (Split-7" mit Der Bürgermeister der Nacht/Fidel Bastro)

### Kompilationen
- 2003: Fabulous Friends (Supermodern)
- 2004: Eigentlich bin ich super für Dich (Paul!)
- 2004: Düsseldorf Modestadt? (Vol. 2) (Teenage Rebel Records)
- 2005: Zum Geburtstag Von Moritz R Und Frank F (WM Recordings)
- 2005: Quotenrocker (Tapete Records)
- 2007: Goldkante (lolila)
- 2017: Mach's besser: 25 Jahre die Sterne (Materie Records)